# Porsche Cup
La Porsche Cup est une récompense distribuée depuis 1970 au meilleur pilote Porsche privé de l'année. Le record de victoire est détenu par Bob Wollek avec sept titres.

## Pilotes concernés
- Les pilotes internationaux qui ont obtenu des résultats avec une voiture reconnue par Porsche
- Les pilotes officiels Porsche ne sont pas pris en compte
- Les résultats obtenus avec des moteurs autres que Porsche ne sont pas comptabilisés.

## Compétitions concernées
Le vainqueur est déterminé par l'attribution de points sur différentes compétitions nationales, continentales et mondiales.
Les compétitions éligibles sont en 2015 :
| - Championnat du monde d'endurance FIA (dont les 24 Heures du Mans) - United SportsCar Championship (dont les 24 Heures de Daytona et les 12 Heures de Sebring) - European Le Mans Series - Asian Le Mans Series - Blancpain Sprint Series - Blancpain Endurance Series (dont les 24 Heures de Spa) - International GT Open - Super GT - VLN Langstreckenmeisterschaft Nürburgring - 24 Heures du Nürburgring - 24H Series (dont les 24 Heures de Dubaï) - ADAC GT Masters | - SCCA Pirelli World Challenge Series - Championnat de Belgique de Grand Tourisme - Campionato Italiano Gran Turismo - British GT Championship - Championnat de France FFSA GT - Australian GT Championship - Itaipava GT brasil - Campeonato de España de GT - Super Taikyu - Grand-Am Continental Tire Sports Car Challenge - Thailand Super Series - GT Asia Series |

## Palmarès
| Année | Champion                       | Équipe                                |
| ----- | ------------------------------ | ------------------------------------- |
| 2019  | Alan Brynjolfsson              |                                       |
| 2018  | Christian Ried                 | Proton Competition                    |
| 2017  | Christian Ried                 | Proton Competition                    |
| 2016  | Robert Renauer                 | Herberth Motorsport                   |
| 2015  | Ryan Dalziel                   | Effort Racing                         |
| 2014  | Jaap van Lagen                 | GW IT Racing Team Schütz Motorsport   |
| 2014  | Jaap van Lagen                 | Tonino Team Herberth                  |
| 2014  | Jaap van Lagen                 | HH Performance Group                  |
| 2013  | Martin Ragginger (de)          | Fach Autotech                         |
| 2013  | Martin Ragginger (de)          | Tonino powered by Herberth Motorsport |
| 2013  | Martin Ragginger (de)          | Falken Motorsport                     |
| 2012  | Nick Tandy                     | Manthey Racing                        |
| 2012  | Nick Tandy                     | Schütz Motorsport                     |
| 2011  | Gianluca Roda                  | Autorlando Sport                      |
| 2011  | Gianluca Roda                  | Proton Competition                    |
| 2010  | Gianluca Roda                  | Autorlando Sport                      |
| 2010  | Gianluca Roda                  | Team Felbermayr-Proton                |
| 2009  | Dirk Werner                    | Farnbacher Loles Racing               |
| 2009  | Dirk Werner                    | Manthey Racing                        |
| 2009  | Dirk Werner                    | Mamerow Racing                        |
| 2008  | Alex Davison                   | Team Felbermayr-Proton                |
| 2008  | Alex Davison                   | Flying Lizard Motorsports             |
| 2008  | Alex Davison                   | Autorlando Sport                      |
| 2008  | Alex Davison                   | Prospeed Competition                  |
| 2007  | Johannes van Overbeek          | Flying Lizard Motorsports             |
| 2006  | Wolf Henzler                   | Tafel Racing                          |
| 2006  | Wolf Henzler                   | Flying Lizard Motorsports             |
| 2005  | Tim Sugden                     | GruppeM Racing                        |
| 2005  | Tim Sugden                     | J3 Racing                             |
| 2004  | Stéphane Ortelli               | Freisinger Motorsport                 |
| 2003  | Marc Lieb                      | Freisinger Motorsport                 |
| 2002  | Kevin Buckler                  | The Racer's Group                     |
| 2001  | Wolfgang Kaufmann              | Paco Ortí Racing                      |
| 2000  | Mike Fitzgerald                | G&W Motorsports                       |
| 1999  | Cort Wagner                    | Alex Job Racing                       |
| 1998  | Franz Konrad                   | Konrad Motorsport                     |
| 1997  | Franz Konrad                   | Konrad Motorsport                     |
| 1996  | Bruno Eichman                  | Roock Racing                          |
| 1995  | Lilian Bryner / Enzo Calderari | Stadler Motorsport                    |
| 1994  | Price Cobb                     | Kelly-Moss Motorsports                |
| 1993  | Edgar Dören                    | Freisinger Motorsport                 |
| 1992  | Oscar Larrauri                 | Joest Racing                          |
| 1991  | John Winter                    | Joest Racing                          |
| 1990  | Bernd Schneider                | Kremer Racing                         |
| 1989  | Bob Wollek                     | Joest Racing                          |
| 1988  | John Winter                    | Joest Racing                          |
| 1987  | Volker Weidler                 | Kremer Racing                         |
| 1986  | Klaus Ludwig                   | Joest Racing                          |
| 1985  | Jochen Mass                    | Joest Racing                          |
| 1984  | Henri Pescarolo                | Joest Racing                          |
| 1983  | Bob Wollek                     | Joest Racing                          |
| 1982  | Bob Wollek                     | Joest Racing                          |
| 1981  | Bob Wollek                     | Kremer Racing                         |
| 1980  | John Fitzpatrick               | Dick Barbour Racing                   |
| 1979  | Klaus Ludwig                   | Kremer Racing                         |
| 1978  | Bob Wollek                     | Kremer Racing                         |
| 1977  | Bob Wollek                     | Kremer Racing                         |
| 1976  | Bob Wollek                     | Kremer Racing                         |
| 1975  | Claude Haldi                   | Haberthur Racing                      |
| 1974  | John Fitzpatrick               | Kremer Racing                         |
| 1973  | Clemens Schickentanz           | Kremer Racing                         |
| 1972  | John Fitzpatrick               | Kremer Racing                         |
| 1971  | Erwin Kremer (de)              | Kremer Racing                         |
| 1970  | Gijs van Lennep                | Wihuri Racing Team                    |